# Városháza (Vác)
A jelenlegi váci városháza helyén 1718-ban már volt egy városháza, amit 1736-ban kezdtek átalakítani, és Mária Terézia 1764-es látogatására készült el.
Az épület Vác egyik legjelentősebb barokk emléke. A díszes, félköríves kapuja fölött kissé kiugró kovácsoltvas erkély látható, afölött a város címere.